# Pak Song-chol (ur. 1987)
Pak Song-chol (ur. 24 września 1987) – północnokoreański piłkarz występujący na pozycji pomocnika w klubie Rimyongsu.

## Kariera
Pak Song-Chol jest wychowankiem Rimyongsu Sports Group, w którym nadal występuje. W 2007 roku zadebiutował w reprezentacji Korei Północnej. Został powołany do kadry na eliminacje do Mistrzostw świata 2010 i na Mistrzostwa Świata U-20 2007.